# Bon week-end
Bon week-end était une émission de variétés et d'humour de la télévision belge diffusée le vendredi soir entre septembre 1992 et mai 1999 sur la RTBF1 et rediffusée sur TV5.

## Principe de l'émission
Cette émission très populaire alliait humour et variétés dans un climat de bonne humeur. Les artistes se produisaient très près du public dans une ambiance de café. Pendant plusieurs années, Bon week-end était l'émission de divertissement la plus regardée en Belgique francophone.
Bon week-end était présenté par Bernard Faure puis Olivier Lejeune.
Plusieurs personnages étaient souvent présents sur le plateau comme Chris et Madame Gertrude joués par Bernard Perpète et Stéphane Steeman (ce duo fut rejoint par « Josée » jouée par Régine Verelle) ou encore Momo alias Pierre Aucaigne, Marc Herman, François Pirette, Éric Thomas ainsi qu'André Valardy. Cette émission vit débuter nombreux humoristes français. 
Certains sketches inédits en duos ont été présentés exclusivement lors de ces émissions, ainsi entre autres un sketch mémorable réunissant Pierre Aucaigne et Eric Thomas en commentateurs radios d'avant-guerre aux cheveux gominés avec des voix nasillardes typiques des radios d'alors.[citation nécessaire]